# Liste der Bodendenkmäler in Teunz
Auf dieser Seite sind die Bodendenkmäler in der Oberpfälzer Gemeinde Teunz zusammengestellt. Diese Tabelle ist eine Teilliste der Liste der Bodendenkmäler in Bayern. Grundlage ist die Bayerische Denkmalliste, die auf Basis des Bayerischen Denkmalschutzgesetzes vom 1. Oktober 1973 erstmals erstellt wurde und seither durch das Bayerische Landesamt für Denkmalpflege geführt wird. Die folgenden Angaben ersetzen nicht die rechtsverbindliche Auskunft der Denkmalschutzbehörde.

## Bodendenkmäler der Gemeinde Teunz

### Bodendenkmäler in der Gemarkung Fuchsberg
| Lage                 | Objekt | Akten-Nr.     | Bild |
| -------------------- | --- | ------------- | ---- |
| Fuchsberg (Standort) | Archäologische Befunde im Bereich des ehemaligen Schlosses von Fuchsberg, zuvor mittelalterliche Burg. | D-3-6540-0039 |      |
| Fuchsberg (Standort) | Archäologische Befunde der frühen Neuzeit im Bereich der Katholischen Wallfahrtskirche St. Jakob bei Fuchsberg, darunter die Spuren von Vorgängerbauten bzw. älterer Bauphasen. Siehe auch: St. Jakob (Fuchsberg) | D-3-6540-0065 |      |

### Bodendenkmäler in der Gemarkung Teunz
| Lage             | Objekt | Akten-Nr.     | Bild           |
| ---------------- | --- | ------------- | -------------- |
| Teunz (Standort) | Mittelalterlicher Burgstall. Siehe auch: Burgstall Wutzelstein | D-3-6540-0012 | weitere Bilder |
| Teunz (Standort) | Archäologische Befunde des Mittelalters und der frühen Neuzeit im Bereich der Katholischen Pfarrkirche St. Lambert in Teunz, darunter die Spuren von Vorgängerbauten bzw. älterer Bauphasen. Siehe auch: St. Lambert (Teunz) | D-3-6540-0061 |                |
| Teunz (Standort) | Wüstung Spatzenmühle, frühneuzeitlicher Eisenhammer Unterteinz. | D-3-6540-0062 |                |

### Bodendenkmäler in der Gemarkung Wildstein
| Lage                 | Objekt                                                            | Akten-Nr.     | Bild           |
| -------------------- | ----------------------------------------------------------------- | ------------- | -------------- |
| Wildstein (Standort) | Mittelalterlicher Burgstall Wildstein. Siehe auch: Burg Wildstein | D-3-6440-0001 | weitere Bilder |
| Wildstein (Standort) | Mittelalterlicher Erdstall.                                       | D-3-6440-0002 |                |

### Bodendenkmäler in der Gemarkung Zeinried
| Lage                | Objekt                                                                       | Akten-Nr.     | Bild |
| ------------------- | ---------------------------------------------------------------------------- | ------------- | ---- |
| Zeinried (Standort) | Untertägige Befunde des abgegangenen frühneuzeitlichen Schlosses Ödmiesbach. | D-3-6440-0081 |      |